# Operación Causa Justa (película)
Operación Causa Justa es una película de drama histórico bélico de acción panameña de 2019 dirigida por Luis Franco Brantley y Luis Pacheco. Producida por los productores ejecutivos Janet Alvarez Gonzalez y Jacobo Silvera. Fue seleccionada como la entrada panameña a Mejor Largometraje Internacional en la 93.ª edición de los Premios Óscar, pero no fue nominada.

## Sinopsis
En El Chorrillo, un militar, un pescador, un empresario estadounidense, una prostituta y un joven que intentan evitar que sus amigos se sumen a la lucha viven la invasión de Panamá por Estados Unidos.

## Reparto
- Arian Abadi como Calixto
- Anthony Anel como Ismael
- Patricia de León como Carmina
- Aaron Zebede como alcalde Robledo
- Janet Alvarez Gonzalez como Coronel Alvarez
- Joavany Alvarez como Teniente Coronel Silvera Southcom